# 정유진 (배우)
정유진(鄭釉珍, 1989년 2월 19일~ )은 대한민국의 모델이자 배우이다. 2004년부터 모델 활동을 시작했으며, 2015년에 SBS 드라마 풍문으로 들었소를 통해 본격적으로 배우 활동을 시작했다.

## 학력
- 동덕여자대학교 모델과

## 출연 작품

### 드라마
- 2015년 SBS 월화 특별기획 드라마 《풍문으로 들었소》 ... 장현수 역
- 2015년 ON Style 수요 미니시리즈 《처음이라서》 ... 류세현 역
- 2016년 KBS2 월화 미니시리즈 《무림학교》 ... 황선아 역
- 2016년 MBC 수목 미니시리즈 《W》 ... 윤소희 역
- 2018년 JTBC 금토 미니시리즈 《밥 잘 사주는 예쁜 누나》 ... 강세영 역
- 2018년 SBS 월화 미니시리즈 《서른이지만 열일곱입니다》 ...  강희수 역
- 2018년 tvN 드라마 스테이지 《밀어서 감옥 해제》 ... 주영 역
- 2019년 tvN 주말 미니시리즈 《로맨스는 별책부록》 ... 송해린 역
- 2019년 tvN 월화 미니시리즈 《유령을 잡아라》 ... 하마리 역
- 2021년 JTBC 주말 미니시리즈 《설강화 : snowdrop》 ... 장한나 역
- 2022년 넷플릭스 오리지널 드라마 《블랙의 신부》 ... 진유희 역
- 2022년 KBS2 월화 미니시리즈 《커튼콜》 ... 송효진 역
- 2024년 TV CHOSUN 주말 미니시리즈 《DNA 러버》 ... 장미은 역

### 영화
| 연도 | 제목            | 역할        | 비고     |
| ---- | --------------- | ----------- | -------- |
| 2016 | 좋아해줘        | 여주인공    |          |
| 2017 | 여름방학 (가제) | 수연        |          |
| 2019 | 유열의 음악앨범 | 현주        |          |
| 2019 | 감쪽같은 그녀   | 성인 황숙   |          |
| 2021 | 해피 뉴 이어    | 젊은 캐서린 | 특별출연 |
| 2024 | 필사의 추격     | 이수진      |          |
| 미정 | 보스            |             |          |

### 뮤직비디오
| 연도 | 가수명         | 곡명                                    |
| 2011 | 승리           | V.V.I.P                                 |
| 2014 | 슈퍼주니어-D&E | SKELETON                                |
| 2014 | 박정현         | 달아요 (Brand New Mix) •feat. 버벌진트• |
| 2017 | 한동근         | 미치고 싶다                             |
| 2018 | 이홍기, 유회승 | 사랑했었다 (Still love you)             |

### 광고
- KB카드 - 스타샵

## 수상 및 후보
| 연도 | 시상식       | 부문        | 작품 | 결과 |
| ---- | ------------ | ----------- | ---- | ---- |
| 2016 | MBC 연기대상 | 여자 신인상 | W    | 후보 |